# Frew McMillan
Frew Donald McMillan (Springs, 20 maggio 1942) è un ex tennista sudafricano.

## Carriera
È stato un ottimo giocatore di doppio formando un team vincente insieme al compatriota Bob Hewitt. Tirava sia il dritto che il rovescio a due mani così da aumentare la potenza dei suoi colpi ma diminuendo la mobilità.

Nel doppio ha vinto ben 63 titoli tra cui 5 tornei del Grande Slam e ha raggiunto la prima posizione in classifica.

Con Hewitt ha vinto il Torneo di Wimbledon 1967 senza perdere un singolo set e McMillan ha sempre tenuto i suoi game di battuta.

Nel doppio misto ha formato un'ottima coppia con Betty Stöve, insieme sono arrivati per nove volte alla finale di tornei del Grande Slam vincendone quattro, due agli US Open e due a Wimbledon.

È stato inserito nell'International Tennis Hall of Fame nel 1992.

Dopo aver lasciato i campi da tennis ha ricoperto il ruolo di commentatore su BBC Radio 5 per i match a Wimbledon.

## Statistiche

### Singolare

#### Vittorie (2)
| Legenda                     |
| Grande Slam (0)             |
| Tennis Masters Cup (0)      |
| ATP Masters Series (0)      |
| ATP Championship Series (0) |
| ATP Tour (2)                |

| Titoli per superficie |
| Cemento (0)           |
| Terra rossa (0)       |
| Erba (0)              |
| Sintetico (2)         |

| N° | Anno | Torneo                     | Superficie | Avversario in finale | Punteggio           |
| 1. | 1974 | Munich WCT, Monaco         | Sintetico  | Nikola Pilić         | 5–7, 7–6(4), 7–6(4) |
| 2. | 1976 | Nuremberg Open, Norimberga | Sintetico  | Thomaz Koch          | 2–6, 6–3, 6–4       |

### Doppio

#### Vittorie (63)
| Legenda                     |
| Grande Slam (5)             |
| Tennis Masters Cup (1)      |
| ATP Masters Series (0)      |
| ATP Championship Series (0) |
| ATP Tour (57)               |

| Titoli per superficie |
| Cemento (21)          |
| Terra rossa (7)       |
| Terra verde (5)       |
| Erba (4)              |
| Sintetico (26)        |

| N°  | Data | Torneo                                                                | Superficie  | Compagno         | Avversari in finale                  | Punteggio          |
| 1.  | 1970 | Washington Open, Washington                                           | Cemento     | Bob Hewitt       | Ilie Năstase Ion Țiriac              | 7–5, 6–0           |
| 2.  | 1970 | Hamburg Masters, Amburgo                                              | Terra rossa | Bob Hewitt       | Tom Okker Nikola Pilić               | 6–3, 7–5, 6–2      |
| 3.  | 1972 | British Hard Court Championships, Bournemouth                         | Terra rossa | Bob Hewitt       | Ilie Năstase Ion Ţiriac              | 7–5, 6–2           |
| 4.  | 1972 | Open di Francia, Parigi                                               | Terra rossa | Bob Hewitt       | Patricio Cornejo Jaime Fillol        | 6–3, 8–6, 3–6, 6–1 |
| 5.  | 1972 | Bristol Open, Bristol                                                 | Erba        | Bob Hewitt       | Clark Graebner Lew Hoad              | 6–3, 6–2           |
| 6.  | 1972 | Wimbledon, Londra                                                     | Erba        | Bob Hewitt       | Stan Smith Erik Van Dillen           | 6–2, 6–2, 9–7      |
| 7.  | 1972 | Cincinnati Masters, Cincinnati                                        | Terra verde | Bob Hewitt       | Paul Gerken Humphrey Hose            | 7–6, 6–4           |
| 8.  | 1972 | U.S. Men's Clay Court Championships, Indianapolis                     | Terra verde | Bob Hewitt       | Patricio Cornejo Jaime Fillol        | 6–2, 6–3           |
| 9.  | 1972 | Pacific Coast Championships, Albany                                   | Sintetico   | Bob Hewitt       | Ove Nils Bengtson Björn Borg         | 6–4, 6–2           |
| 10. | 1973 | Tennis South Invitational, Jackson                                    | Cemento (i) | Zan Guerry       | Jaime Pinto-Bravo Tito Vázquez       | 6–2, 6–4           |
| 11. | 1973 | Tanglewood International Tennis Classic, Clemmons                     | Terra verde | Bob Carmichael   | Ismail El Shafei Brian Fairlie       | 6–3, 6–4           |
| 12. | 1973 | U.S. Men's Clay Court Championships, Indianapolis (2)                 | Terra verde | Bob Carmichael   | Manuel Orantes Ion Ţiriac            | 6–3, 6–4           |
| 13. | 1973 | Quebec WCT, Québec                                                    | Cemento (i) | Bob Carmichael   | Jimmy Connors Marty Riessen          | 6–2, 7–6           |
| 14. | 1974 | RMK Championships, Salisbury                                          | Sintetico   | Jimmy Connors    | Byron Bertram Andrew Pattison        | 3–6, 6–2, 6–1      |
| 15. | 1974 | Washington Indoor, Washington                                         | Sintetico   | Bob Hewitt       | Tom Okker Marty Riessen              | 7–6, 6–3           |
| 16. | 1974 | ATP Rotterdam, Rotterdam                                              | Sintetico   | Bob Hewitt       | Pierre Barthès Ilie Năstase          | 3–6, 6–4, 6–3      |
| 17. | 1974 | Munich WCT, Monaco                                                    | Sintetico   | Bob Hewitt       | Pierre Barthès Ilie Năstase          | 6–2, 7–6           |
| 18. | 1974 | Johannesburg Indoor, Johannesburg                                     | Cemento     | Bob Hewitt       | Jim McManus Andrew Pattison          | 6–2, 6–4, 7–6      |
| 19. | 1974 | Masters Doubles WCT, Montréal                                         | Sintetico   | Bob Hewitt       | Owen Davidson John Newcombe          | 6–2, 6–7, 6–1, 6–2 |
| 20. | 1974 | ATP Johannesburg, Johannesburg                                        | Cemento     | Bob Hewitt       | Tom Okker Marty Riessen              | 7–6, 6–4, 6–3      |
| 21. | 1975 | ATP Rotterdam, Rotterdam (2)                                          | Sintetico   | Bob Hewitt       | José Higueras Balázs Taróczy         | 6–2, 6–2           |
| 22. | 1975 | Munich WCT, Monaco (2)                                                | Sintetico   | Bob Hewitt       | Corrado Barazzutti Antonio Zugarelli | 6–3, 6–4           |
| 23. | 1975 | Monte Carlo Masters, Monaco                                           | Terra rossa | Bob Hewitt       | Arthur Ashe Tom Okker                | 6–3, 6–2           |
| 24. | 1975 | Stockholm Open, Stoccolma                                             | Cemento (i) | Bob Hewitt       | Charlie Pasarell Roscoe Tanner       | 3–6, 6–3, 6–4      |
| 25. | 1976 | Columbus WCT, Columbus                                                | Sintetico   | Bob Hewitt       | Arthur Ashe Tom Okker                | 7–6, 6–4           |
| 26. | 1976 | Baltimore WCT, Baltimora                                              | Sintetico   | Bob Hewitt       | Ilie Năstase Cliff Richey            | 3–6, 7–6, 6–4      |
| 27. | 1976 | Toronto Indoor, Toronto                                               | Sintetico   | Jaime Fillol     | Alex Metreveli Ilie Năstase          | 6–7, 6–2, 6–3      |
| 28. | 1976 | Rotterdam WCT, Rotterdam (3)                                          | Sintetico   | Rod Laver        | Arthur Ashe Tom Okker                | 6–1, 6–7, 7–6      |
| 29. | 1976 | Swiss Indoors, Basilea                                                | Sintetico   | Tom Okker        | Jiří Hřebec Jan Kodeš                | 6–4, 7–6, 6–4      |
| 30. | 1976 | Nuremberg Open, Norimberga                                            | Sintetico   | Karl Meiler      | Colin Dowdeswell Peter Kronk         | 7–6, 6–4           |
| 31. | 1976 | Vienna Open, Vienna                                                   | Cemento (i) | Bob Hewitt       | Brian Gottfried Raúl Ramírez         | 6–4, 4–0 retired   |
| 32. | 1976 | Cologne Grand Prix, Colonia                                           | Sintetico   | Bob Hewitt       | Colin Dowdeswell Mike Estep          | 6–1, 3–6, 7–6      |
| 33. | 1976 | Stockholm Open, Stoccolma (2)                                         | Cemento (i) | Bob Hewitt       | Tom Okker Marty Riessen              | 6–4, 4–6, 6–4      |
| 34. | 1977 | U.S. Pro Indoor, Filadelfia                                           | Sintetico   | Bob Hewitt       | Wojciech Fibak Tom Okker             | 6–1, 1–6, 6–3      |
| 35. | 1977 | Springfield International Tennis Classic, Springfield (Massachusetts) | Sintetico   | Bob Hewitt       | Ion Ţiriac Guillermo Vilas           | 7–6, 6–2           |
| 36. | 1977 | American Home Shield Tournament, San Jose                             | Cemento     | Bob Hewitt       | Tom Gorman Geoff Masters             | 6–2, 6–3           |
| 37. | 1977 | Indian Wells Masters, Palm Springs (California)                       | Cemento     | Bob Hewitt       | Marty Riessen Roscoe Tanner          | 7–6, 7–6           |
| 38. | 1977 | Johannesburg Indoor, Johannesburg (2)                                 | Cemento     | Bob Hewitt       | Charlie Pasarell Erik Van Dillen     | 6–2, 6–0           |
| 39. | 1977 | La Costa WCT, Carlsbad                                                | Cemento     | Bob Hewitt       | Ray Ruffels Allan Stone              | 6–4, 6–2           |
| 40. | 1977 | Countrywide Classic, Los Angeles                                      | Sintetico   | Bob Hewitt       | Robert Lutz Stan Smith               | 6–3, 6–4           |
| 41. | 1977 | Tennis South Invitational, Jackson (2)                                | Sintetico   | Bob Hewitt       | Phil Dent Ken Rosewall               | 6–2, 7–6           |
| 42. | 1977 | US Open, New York                                                     | Terra verde | Bob Hewitt       | Brian Gottfried Raúl Ramírez         | 6–4, 6–0           |
| 43. | 1977 | Countrywide Classic, Los Angeles (2)                                  | Cemento     | Sandy Mayer      | Tom Leonard Mike Machette            | 6–2, 6–3           |
| 44. | 1977 | Madrid Tennis Grand Prix, Madrid                                      | Terra rossa | Bob Hewitt       | Antonio Muñoz Manuel Orantes         | 6–7, 7–6, 6–3, 6–1 |
| 45. | 1977 | Vienna Open, Vienna (2)                                               | Cemento (i) | Bob Hewitt       | Wojciech Fibak Jan Kodeš             | 6–4, 6–3           |
| 46. | 1977 | Cologne Grand Prix, Colonia (2)                                       | Sintetico   | Bob Hewitt       | Fred McNair Sherwood Stewart         | 6–3, 7–5           |
| 47. | 1977 | Wembley Championship, Londra                                          | Cemento (i) | Sandy Mayer      | Brian Gottfried Raúl Ramírez         | 6–3, 7–6           |
| 48. | 1978 | Baltimore WCT, Baltimora (2)                                          | Sintetico   | Fred McNair      | Roger Taylor Antonio Zugarelli       | 6–3, 7–5           |
| 49. | 1978 | U.S. Pro Indoor, Filadelfia (2)                                       | Sintetico   | Bob Hewitt       | Vitas Gerulaitis Sandy Mayer         | 6–4, 6–4           |
| 50. | 1978 | Richmond WCT, Richmond                                                | Sintetico   | Bob Hewitt       | Vitas Gerulaitis Sandy Mayer         | 6–3, 7–5           |
| 51. | 1978 | St. Louis WCT, St. Louis                                              | Sintetico   | Bob Hewitt       | Wojciech Fibak Tom Okker             | 6–3, 6–2           |
| 52. | 1978 | Denver Open, Denver                                                   | Sintetico   | Bob Hewitt       | Fred McNair Sherwood Stewart         | 6–3, 6–2           |
| 53. | 1978 | Johannesburg Indoor, Johannesburg (3)                                 | Cemento     | Bob Hewitt       | Colin Dibley Geoff Masters           | 7–5, 7–6           |
| 54. | 1978 | Queen's Club Championships, Londra                                    | Erba        | Bob Hewitt       | Fred McNair Raúl Ramírez             | 6–2, 7–5           |
| 55. | 1978 | Wimbledon, Londra                                                     | Erba        | Bob Hewitt       | Peter Fleming John McEnroe           | 6–1, 6–4, 6–2      |
| 56. | 1979 | Mercedes Cup, Stoccarda                                               | Terra rossa | Colin Dowdeswell | Wojciech Fibak Pavel Složil          | 6–4, 6–2, 2–6, 6–4 |
| 57. | 1979 | Davidoff Swiss Indoors, Basilea (2)                                   | Cemento (i) | Bob Hewitt       | Brian Gottfried Raúl Ramírez         | 6–3, 6–4           |
| 58. | 1979 | Vienna Open, Vienna (3)                                               | Cemento (i) | Bob Hewitt       | Brian Gottfried Raúl Ramírez         | 6–4, 3–6, 6–1      |
| 59. | 1979 | ATP Johannesburg, Johannesburg (2)                                    | Cemento     | Bob Hewitt       | Mike Cahill Buster Mottram           | 1–6, 6–1, 6–4      |
| 60. | 1980 | Johannesburg Indoor, Johannesburg (4)                                 | Cemento     | Bob Hewitt       | Colin Dowdeswell Heinz Günthardt     | 6–4, 6–3           |
| 61. | 1980 | Mercedes Cup, Stoccarda (2)                                           | Terra rossa | Colin Dowdeswell | Chris Lewis John Yuill               | 6–3, 6–4           |
| 62. | 1981 | Brussels Indoor, Bruxelles                                            | Sintetico   | Sandy Mayer      | Kevin Curren Steve Denton            | 4–6, 6–3, 6–3      |
| 63. | 1982 | ATP Johannesburg, Johannesburg (3)                                    | Cemento     | Brian Gottfried  | Shlomo Glickstein Andrew Pattison    | 6–2, 6–2           |

### Doppio misto

#### Vittorie (5)
| N° | Anno | Torneo                    | Superficie  | Compagno        | Avversari in finale               | Punteggio           |
| 1. | 1966 | Internazionali di Francia | Terra rossa | Annette Van Zyl | Ann Haydon Jones Clark Graebner   | 1-6, 6-3, 6-2       |
| 2. | 1977 | US Open                   | Terra rossa | Betty Stöve     | Billie Jean King Vitas Gerulaitis | 6–2, 3–6, 6–3       |
| 3. | 1978 | Wimbledon                 | Erba        | Betty Stöve     | Ray Ruffels Billie Jean King      | 6-2, 6-2            |
| 4. | 1978 | US Open                   | Cemento     | Betty Stöve     | Billie Jean King Ray Ruffels      | 6–3, 7–6            |
| 5. | 1981 | Wimbledon                 | Erba        | Betty Stöve     | Tracy Austin John Austin          | 4–6, 7–6 (7–2), 6–3 |

#### Finali perse (6)
| N° | Anno | Torneo    | Superficie | Compagno           | Avversari in finale          | Punteggio     |
| 1. | 1970 | US Open   | Cemento    | Judy Tegart Dalton | Margaret Court Marty Riessen | 6–4, 6–4      |
| 2. | 1976 | US Open   | Cemento    | Betty Stöve        | Billie Jean King Phil Dent   | 3–6, 6–2, 7-5 |
| 3. | 1977 | Wimbledon | Erba       | Betty Stöve        | Bob Hewitt Greer Stevens     | 3-6 7-5 6-4   |
| 4. | 1979 | Wimbledon | Erba       | Betty Stöve        | Greer Stevens Bob Hewitt     | 7–5, 7–6(7)   |
| 5. | 1979 | US Open   | Cemento    | Betty Stöve        | Greer Stevens Bob Hewitt     | 6–3, 7-5      |
| 6. | 1980 | US Open   | Cemento    | Betty Stöve        | Wendy Turnbull Marty Riessen | 7–5, 6–2      |